# Earthlings
Earthlings es un documental producido y dirigido por Shaun Monson y coproducido por Persia White. La película fue narrada por el actor de Hollywood y activista de los derechos de los animales Joaquín Phoenix. La música es del también activista Moby.

## Sinopsis
Earthlings es un documental acerca de cómo los humanos utilizan actualmente a los animales de otras especies. Utilizando cámaras ocultas y grabaciones inéditas, Earthlings documenta las prácticas cotidianas de algunas de las industrias internacionales que más dependen de los animales. El documental incita a una profunda reflexión sobre los usos innecesarios y crueles que hace la humanidad de otras especies que habitan el Planeta, ya sea como mascotas, alimento, para vestido como entretenimiento o experimentación.

"Dado que todos habitamos La Tierra, todos somos considerados terrícolas. No hay sexismo, racismo ni especismo en el término terrícola y abarca a todos y cada uno de nosotros, de sangre caliente o fría, mamífero, vertebrado, ave, reptil, anfibio, pez o humano. Los humanos por lo tanto, no siendo la única especie sobre el planeta, comparten este mundo con millones de otras criaturas, dado que todas evolucionamos aquí juntas. Sin embargo, somos los humanos quienes tratamos de dominar La Tierra, a menudo tratando a otros seres como meros objetos. Esto es lo que quiere decir especismo. Por analogía con el sexismo o el racismo, el término especismo es un prejuicio o actitud favorable hacia los intereses de los miembros de la misma especie y contra los miembros de otras especies. Si un ser sufre, no existe justificación para no tener en consideración ese sufrimiento. No importa la naturaleza del ser. El principio de igualdad requiere, que el sufrimiento de uno, sea valorado de igual forma que el sufrimiento del otro. El racista viola el principio de igualdad, al dar mayor peso a los intereses de los miembros de su propia raza, cuando hay un conflicto entre sus intereses y los de otra raza. El sexista viola el principio de igualdad, al favorecer los intereses de su propio sexo. Igualmente, el especista permite que los miembros de su misma especie, sobrepasen los intereses de los miembros de otras especies. En cada caso el patrón es el mismo. Racismo, sexismo, especismo."
Extracto del documental Earthlings

## Producción
Earthlings tardó cinco años en producirse. Lo que comenzó como una serie de Anuncios de Servicio Público, fue convertido en un largometraje de cine con cada uno de los principales animales relacionados con la cuestión. Su escritor y director, Shaun Monson, inició el proceso con escenas de animales en los refugios en South Central LA, Long Beach y North Hollywood. Pronto su interés se trasladó a otras esferas de problemas, como la alimentación y la investigación científica. Con el tiempo, él acumuló una pequeña biblioteca de material de varias organizaciones de bienestar de los animales, y comenzó a editar.
El proceso fue lento. Como la información llegó gradualmente, la narración de Joaquin Phoenix se registró en etapas y se añadió después una banda sonora. Junto con la totalidad de la música de Moby, algunas piezas originales fueron escritas para la película. En el 2005, Earthlings se estrenó en el Artivist Film Festival, (en el que ganó el premio al Mejor Reportaje Documental), seguido por el Festival Internacional de Cine de Boston, (en el que ganó el Premio al Mejor Contenido), y más recientemente en el Festival de Cine de San Diego, (donde ganó el premio al Mejor Documental de Cine, así como el Premio Humanitario a Joaquin Phoenix por su trabajo en la película).